# جیانلی ایمبولا
جیانلی ایمبولا (انگلیسی: Giannelli Imbula؛ زادهٔ ۱۲ سپتامبر ۱۹۹۲) بازیکن فوتبال اهل بلژیک است که در پست هافبک بازی می‌کند.
از باشگاه‌هایی که در آن بازی کرده‌است می‌توان به باشگاه فوتبال استوک سیتی، باشگاه فوتبال رایو وایکانو، باشگاه فوتبال المپیک مارسی، باشگاه فوتبال پورتو، باشگاه فوتبال گنگام، و باشگاه فوتبال والنسیا اشاره کرد.
وی همچنین در تیم‌های ملی فوتبال زیر ۲۰ سال فرانسه، زیر ۲۱ سال فرانسه، و جمهوری دموکراتیک کنگو بازی کرده‌است.